# Brookton (cràter)
Brookton és un cràter sobre la superfície de (951) Gaspra, situat amb el sistema de coordenades planetocèntriques a 27.7 ° de latitud nord i 103.3 ° de longitud est. Fa un diàmetre de 0.3 km. El nom va ser fet oficial per la UAI l'any 2003 i fa referència a un balnerari a Nova York, Estats Units d'Amèrica.